# Cardiomya kashimana
Cardiomya kashimana is een tweekleppigensoort uit de familie van de Cuspidariidae. De wetenschappelijke naam van de soort is voor het eerst geldig gepubliceerd in 1964 door Okutani & Sakurai.